# Gambling Wives
Gambling Wives er en amerikansk stumfilm fra 1924 af Dell Henderson.

## Medvirkende
- Marjorie Daw som Ann Forrest
- Dorothy Brock som June
- Edward Earle som Vincent Forrest
- Lee Moran
- Betty Francisco som Sylvia Baldwin
- Joe Girard som Duke Baldwin
- Florence Lawrence som Polly Barker
- Ward Crane som Van Merton
- Hedda Hopper som Madame Zoe